# Primato (periodico)
Primato. Lettere e arti d'Italia è stata una rivista quindicinale di cultura fascista fondata e diretta a Roma da Giuseppe Bottai. Fu pubblicata tra il 1940 e il 1943.

## Storia
Nata a ridosso dell'entrata dell'Italia nella Seconda guerra mondiale, la rivista fu creata dal ministro dell'Educazione nazionale, Giuseppe Bottai, che voleva coinvolgere le «forze migliori della cultura» e che chiamò a raccolta circa 250 intellettuali perché dessero il loro contributo e sostenessero il «primato» dell'Italia.
La rivista proseguì il dibattito già avviato da Critica fascista. Fu stampata negli stabilimenti della Mondadori Editore.
L'articolo programmatico di Bottai, pubblicato sul primo numero del 1º marzo 1940, invitava gli intellettuali a uscire allo scoperto e a riprendere la loro missione di interventisti della cultura. I primi due anni di Primato non furono in grado di far sentire il peso nel dibattito culturale. Durante questo periodo, l'esperienza del coraggio della concordia si espresse attraverso le grandi inchieste sull'ermetismo, anche se si augura una maggiore comunicabilità e una maggior chiarezza nell'arte.
 "Niente di strano se, fatto il confronto di quante volte la parola GUERRA prevalga, ora, sulla parola CULTURA, molti troveranno sorprendente e CORAGGIOSA, piuttosto che NORMALE e DEL TUTTO ADERENTE AL MOMENTO l'uscita di "Primato", di una rivista cioè che reca per sottotitolo lettere e arti d'Italia.
Ma chi ha dimenticato o vuole dimenticare - per ricordare soltanto una giornata nella nostra storia recente - che a portare in trincea, con quell'anima e quella volontà, i combattenti del 1915, concorsero proprio le riviste e i giornali, i libri e i quaderni letterari, conservati gelosamente nello zaino e dimostrandosi necessari alla salute dello spirito quanto per la difesa del corpo furono le SIPE e i Novantuno?(...).
Con questo spirito dunque, Primato chiama a raccolta le forze vive della cultura italiana; e tenta, attraverso un'azione ordinata, concorde, e, il più possibile, nobilmente popolare, di rendere concreto ed efficace il rapporto tra arte e politica, tra arte e vita; col proposito, insomma, di operare l'unione fra alta cultura e letteratura militante, fra Università e giornale, fra gabinetto scientifico e scuola d'arte, lavorando nel nome e nell'interesse della PATRIA.
Questa Patria che un tempo ricorreva frequente e spontanea nelle scritture dei letterati, nelle memorie degli artisti, nelle relazioni degli scienziati, e alla quale essi dedicarono vita e speranze, 'Amate palesemente e generosamente le lettere e la vostra Nazione, e potrete alfine conoscervi tra di voi, e assumete il coraggio della concordia'.
Il coraggio della concordia risultante di quel nutrito amore all'arte e alla Patria, e mezzo indispensabile per imporre il primato spirituale degli Italiani di Mussolini".

Con il termine della non belligeranza e l'entrata in guerra dell'Italia fascista a fianco della Germania hitleriana (10 giugno 1940), crebbero i doveri dell'intervento della cultura per contribuire alla vittoria che sarebbe stata, come afferma l'articolo del 15 febbraio e del 1º marzo 1941, "immancabile". Quando le forze dell'Asse attaccarono la Russia (22 giugno 1941) «Primato», ormai convinto che la guerra fosse entrata nella sua fase decisiva, intensificò l'appello all'interventismo del mondo della cultura. 
Quando tuttavia l'assenteismo e la defezione di molti uomini di cultura, nel momento più difficile della lotta, si intensificò e le sconfitte italo-tedesche aumentarono, mentre i bombardamenti distruggevano le città italiane, si decise di chiudere "Primato". L'ultimo numero della rivista apparve il 13 agosto 1943 con un numero doppio, il 15-16, con le scuse per il ritardo dovuto ai bombardamenti. Dalla copertina erano scomparsi i nomi dei direttori Bottai e Vecchietti e quest'ultimo appariva in ultima pagina come direttore responsabile.

## Firme
Numerosi furono i collaboratori, dagli universitari ai militanti, in ogni campo:
- per la filosofia, Nicola Abbagnano, Enzo Paci, Ugo Spirito, Galvano della Volpe;
- per la letteratura e la critica letteraria, Carlo Muscetta, Mario Alicata, Walter Binni, Gianfranco Contini, Enrico Falqui, Francesco Flora, Mario Praz, Pietro Pancrazi, Giorgio Vigolo;
- per le scienze politiche e la storia, Manlio Lupinacci, Francesco Olgiati, Luigi Salvatorelli, Nino Valeri, Giorgio Spini;
- per la narrativa, Corrado Alvaro, Riccardo Bacchelli, Romano Bilenchi, Alessandro Bonsanti, Giovanni Comisso, Vitaliano Brancati, Dino Buzzati, Vincenzo Cardarelli, Emilio Cecchi, Giuseppe Dessì, Carlo Emilio Gadda, Vasco Pratolini, Cesare Pavese;
- per la poesia, Alfonso Gatto, Mario Luzi, Sandro Penna, Salvatore Quasimodo, Eugenio Montale, Vittorio Sereni, Giuseppe Ungaretti;
- per il giornalismo, Giuseppe Lombrassa, Leo Longanesi, Paolo Monelli, Indro Montanelli;
- per la pittura, Filippo de Pisis, Renato Guttuso, Orfeo Tamburi;
- per la musica, Luigi Colacicchi.